# 东芬兰省
東芬蘭省（芬蘭語：Itä-Suomen lääni）是芬蘭存在于1997至2009年间的一個省，毗連奧盧省、西芬蘭省、南芬蘭省和俄羅斯。

## 歷史
1997年重新劃定行政區，將原本12個省份減少為6個，米凱利省、庫奧皮奧省和北卡累利阿省組成新的東芬蘭省。

## 地區
東芬蘭省分為3个地區：
- 北卡累利阿區（Pohjois-Karjala/ Norra Karelen）
- 北薩沃區（Pohjois-Savo/ Norra Savolax）
- 南萨沃区（Etelä-Savo/ Södra Savolax）

東芬蘭省分為66個市镇。